# Seleção Turco-Caicense de Futebol
A Seleção Turco-Caicense de Futebol representa as Ilhas Turcas e Caicos nas competições de futebol da FIFA.
Filiada à FIFA desde 1998, a equipe utiliza o estádio TCIFA National Academy (localizado na ilha de Providenciales) para mando de seus jogos. Sua primeira partida oficial foi em fevereiro do ano seguinte, contra as Bahamas, e saiu derrotada por 3 a 0. Sua maior vitória foi um 5 a 2 sobre São Martinho, em outubro de 2019, enquanto a maior goleada sofrida foi um 11 a 0 para Cuba, em setembro de 2018.
Na disputa das eliminatórias para a Copa de 2006, caíram logo na fase inicial, diante do Haiti. Como nenhuma equipe tinha um estádio de futebol capacitado para receber um jogo pelas eliminatórias, os dois jogos foram disputados nos Estados Unidos.
Na ida, em Miami, vitória do Haiti por 5 a 0. Na volta, em Hialeah, as Ilhas Turks conseguiram uma honrosa derrota por "apenas" 2 a 0.

## Desempenho naCopa do Mundo
- 1930 a 1998: Não se inscreveu
- 2002 a 2022: Não se classificou

## Desempenho na Copa Ouro
- 1991 a 1998: Não se inscreveu
- 2000: Não se classificou
- 2002 a 2003: Não se inscreveu
- 2005: Desistiu
- 2007: Não se classificou
- 2009 a 2013: Não se inscreveu
- 2015 a 2023: Não se classificou

## Recordes
14 de junho de 2022
Jogadores em negrito ainda em atividade pela Seleção Turco-Caicense.
| #  | Jogador         | Partidas | Gols | Em atividade |
| -- | --------------- | -------- | ---- | ------------ |
| 1  | Lenford Singh   | 24       | 1    | 2006–        |
| 2  | Billy Forbes    | 22       | 11   | 2008–        |
| 3  | Wildens Delva   | 21       | 0    | 2014–        |
| 4  | Jose Elcius     | 17       | 1    | 2018–        |
| 5  | James Rene      | 16       | 0    | 2011–        |
| 6  | Pendieno Brooks | 15       | 0    | 2018–        |
| 6  | Widlin Calixte  | 15       | 2    | 2015–        |
| 6  | Marco Fenelus   | 15       | 2    | 2011–        |
| 9  | Alex Bryan      | 14       | 0    | 2015–        |
| 10 | Jeff Beljour    | 13       | 1    | 2018–        |

| # | Jogador           | Gols | Partidas | Média por jogo | Em atividade |
| - | ----------------- | ---- | -------- | -------------- | ------------ |
| 1 | Billy Forbes      | 11   | 22       | 0.5            | 2008–        |
| 2 | Junior Paul       | 4    | 6        | 0.67           | 2022–        |
| 2 | Gavin Glinton     | 4    | 10       | 0.4            | 2004–2014    |
| 4 | Christopher Bryan | 2    | 6        | 0.33           | 1999–2006    |
| 4 | Widlin Calixte    | 2    | 15       | 0.13           | 2015–        |
| 4 | Marco Fenelus     | 2    | 15       | 0.13           | 2011–        |

## Treinadores
- Gino Pacitto (1999–2000)[2]
- Paul Crosbie (2003–2004)[3]
- Charlie Cook (2006)
- Matthew Green (2008–2011)[4]
- Gary Brough (2011–2014)
- Craig Harrington (2014–2015)
- Oliver Smith (2015–2018)
- Matt Barnes (2018–2019)
- Omar Edwards (2019-2022)
- Vital Borkelmans (2022–)